# Alexander Hidalgo Zamalloa
Alexander Hidalgo Zamalloa es un político peruano.Fue congresista de la república durante el periodo parlamentario 2020-2021.

## Biografía
Nació en Quillabamba, distrito de Santa Ana, provincia de La Convención, departamento del Cusco. Sus estudios primarios y secundarios los realizó en su ciudad natal. Los estudios superiores los realizó en la Universidad Nacional Agraria de la Selva en la ciudad de Tingo María, departamento de Huánuco donde en 1997 se graduó de zootecnista laborando desde entonces en el sector privado.

## Vida política
Fue candidato a la alcaldía provincial de La Convención en las elecciones del 2006, 2010, 2014 y 2018 sin éxito en ninguna de ellas.

### Gongresista
Participó en las elecciones parlamantarias del 2020 y fue elegido congresista por el departamento del Cusco por el partido Alianza para el Progreso.
Hidalgo se mostró a favor de la vacancia del presidente Martín Vizcarra durante los dos procesos que se dieron para ello, el segundo de los cuales terminó sacando al expresidente del poder. El congresista apoyó la moción siendo uno de los 105 parlamentarios que votó a favor de la vacancia del presidente Martín Vizcarra.